# Schizomyia vitispomum
Schizomyia vitispomum är en tvåvingeart som först beskrevs av Osten Sacken 1878.  Schizomyia vitispomum ingår i släktet Schizomyia och familjen gallmyggor. Inga underarter finns listade i Catalogue of Life.